# 한락궁이스
한락궁이스(Hallakungis)는 트라이아스기에 살던 곤충의 일종이다. 팔라이온티나과(Palaeontinidae)라는, 중생대에 살다 절멸한 매미아목 곤충의 일종이며, 화석은 충남 보령시의 아미산층에서 앞날개가 발굴되었다. 속명은 우리나라 신화 속 서천꽃밭을 관리하는 신 '한락궁이'에서 따왔으며, 종소명은 아미산층에서 따왔다.

## 참고 문헌
1. ↑  Nam, Kye; Wang, Ying; Dong, Ren; Kim, Jong; Szwedo, Jacek (2017년 1월 18일). “An extraordinary palaeontinid from the Triassic of Korea and its significance”. 《Scientific Reports》 7: 40691. doi:10.1038/srep40691.